# Évron
Évron – miejscowość i gmina we Francji, w regionie Kraj Loary, w departamencie Mayenne. W 2013 roku populacja ówczesnej gminy wynosiła 7301 mieszkańców. 
Dnia 1 stycznia 2019 roku połączono trzy wcześniejsze gminy: Châtres-la-Forêt, Évron oraz Saint-Christophe-du-Luat. Siedzibą gminy została miejscowość Évron, a nowa gmina przyjęła jej nazwę. 

## Miasta partnerskie
- Alwernia